# Tour de Flandes 2000
L'edició del 2000 de la clàssica ciclista Tour de Flandes es disputà el 2 d'abril del 2000. El belga Andrei Txmil va aconseguir trencar a l'últim moment una cursa que va estar a punt d'acabar en un esprint massiu.

## Classificació general
|    | Ciclista          | Equip                   | Temps     |
| -- | ----------------- | ----------------------- | --------- |
| 1  | Andrei Txmil      | Lotto-Adecco            | 6h 48'17" |
| 2  | Dario Pieri       | Saeco                   | + 4"      |
| 3  | Romāns Vainšteins | Vini Caldirola-Sidermec | m. t.     |
| 4  | Erik Zabel        | Team Telekom            | m. t.     |
| 5  | Tristan Hoffman   | Memorycard-Jack&Jones   | m. t.     |
| 6  | Fabio Sacchi      | Team Polti              | m. t.     |
| 7  | Léon van Bon      | Rabobank                | m. t.     |
| 8  | Peter Van Petegem | Farm Frites             | m. t.     |
| 9  | Zbigniew Spruch   | Lampre-Daikin           | m. t.     |
| 10 | Markus Zberg      | Rabobank                | m. t.     |